# 亞歷山大絲鰺
亞歷山大絲鰺，為輻鰭魚綱鱸形目鱸亞目鰺科的其中一種，為亞熱帶海水魚。

## 分布
本魚分布於東大西洋區，從摩洛哥外海至安哥拉海域，包括地中海南部，棲息深度可達70公尺。

## 分類及命名
該物種具有複雜的命名歷史，基於兩種科學描述。第一個描述是法國博物學家艾蒂安·若弗鲁瓦·圣伊莱尔於1817年製作的，其中使用通用名稱Gallus命名為Gallus alexandrinus，這是由拉塞佩德創造的屬名Gallus，之後該物種又被歸類在6種不同的屬。第二個描述是Georges Cuvier於1833年以Gallichthys aegyptiacu命名。最後被命名為''Alectis alexandrina。

## 特徵
本魚體略呈菱形而側扁，額頭突出，頭部靠近眼睛處略凹，和絲鰺相比，本魚背部及腹部輪廓更彎曲，體色通常為銀色，帶有藍色及綠色反射，魚鰭為淡銀綠色至透明，幼魚則帶有2條暗帶，幼魚時鰭背鰭及臀鰭軟條呈絲狀延伸，背鰭硬棘8枚，背鰭軟條20-22枚；臀鰭硬棘3枚；臀鰭軟條18-20枚，體長可達1公尺，體重可達3.2公斤。

## 生態
亞歷山大絲鰺成魚獨居性，棲息在沿岸底部水域，以烏賊和其他魚類為食，幼魚為大洋性，偶爾會進入半鹹水域，生活習性不明，可做為食用魚及遊釣魚。

## 擴展閱讀
維基物種上的相關：亞歷山大絲鰺